# 大宮エリー
大宮 エリー（おおみや エリー、本名：大宮 恵里子〈おおみや えりこ〉、1975年〈昭和50年〉11月21日 - 2025年〈令和7年〉4月23日）は、日本の画家、脚本家、CMディレクター、映画監督、作家、エッセイスト、コピーライター、演出家、ラジオパーソナリティ。
大阪府出身。血液型はA型。東京大学薬学部卒業。電通を経て2006年に独立し、大宮エリー事務所を立ち上げて所属した。2021年8月からはマセキ芸能社と業務提携を開始した。

## 経歴

### 生い立ち
大阪府生まれ。小学生の時に翻訳者だった父の転勤に伴い東京都に引っ越した。品川区立延山小学校卒業。
元々植物が好きであり、将来は「砂漠でも育つ植物」の研究をし地球を砂漠化から救いたかったという。
しかし、理系科目が苦手だったため、学校の先生から「お前は理系の大学に受からない」と言われた。その言葉に疑問を感じ、「数学が0点でも受かるところはないですか？」と質問したところ、「一つだけある。東大だ」の言葉を受け、東京大学の受験を決意。桐蔭学園高等学校を卒業後に1年間の浪人を経て、東京大学理科二類に合格。入学後、教授から聞かされたところによると東大入試の数学は実際に0点だったという。

### 東京大学
植物の研究者を目指して東大に進学したが、在学中に薬の副作用で喘息になり発作に苦しんでいた父を治したいとの思いから薬学部への進学を目指すようになる。
進学振分けを経て、念願の薬学部に進学。ところが、前期課程（1・2年次）の教養科目は演劇論や文系科目を多く選択していたため、薬学部の授業に全く付いていけなかった。化学式さえ分からず、研究用のマウスに注射を打つのも苦手であり、薬学は向いていないと考え、文系就職をするに至った。
卒業前に薬剤師国家試験を受けるように言われたが、ちょうど受験日がリオのカーニバル当日だったことから「皆がカリカリ勉強しているのに、自分だけが地球の裏側で踊っていたら面白い」と思い、ブラジルに行っていた。そのため、薬剤師免許を持つことはなかった。薬学は「向いていない」と感じ、転向。
その後の就職活動に際しては、商社、自動車メーカー、ガス会社と数々受けて33社に落ちたが、博報堂にOB訪問をしたのをきっかけに「言葉に関わる仕事ができる」広告代理店の仕事に魅力を感じ、電通に入社。

### コピーライターとして
電通に入社後、コピーライターとして従事するが7年で退職。
2006年に独立し、個人事務所である大宮エリー事務所を立ち上げる。同年、初監督作品であるショートムービー『海でのはなし。』がヒットした。
2010年6月29日に、はんにゃのピンチヒッターとして初の『大宮エリーのオールナイトニッポン』を放送。2010年9月16日、ナインティナインのピンチヒッターとして 2回目の放送。2回の単発放送を経てレギュラー化され、2011年1月3日から12月26日まで月曜日のパーソナリティを務めた。
2012年2月3日から2月27日まで、渋谷のPARCOミュージアムにて初めての個展「大宮エリー「思いを伝えるということ」展 造形と言葉のインスタレーション」が開催された。
2021年8月16日、マセキ芸能社との業務提携を発表した。
2022年7月にカードの不正利用に遭うも、8月に全額を取り返すことができた。この年、瀬戸内国際芸術祭2022の参加作品として犬島（岡山市東区）に作品「フラワーフェアリーダンサーズ」を設置。島に咲いていた花をモチーフにした高さ2メートルの立体作品。

### 死去
2025年4月23日、病気のため死去。49歳没。訃報は大宮エリー事務所が同年4月27日に発表した。

## 生い立ち・人物
- 3歳からヴァイオリンを習っており、ライブで弾くことがあった[20]。
- 小学4年生のときに、いじめられた経験を持つが母が心の支えになってくれたという[7]。また、このときに「人を笑わせるといじめられない」ことを覚え、その後自然といじめもなくなった[21]。
- スキューバダイビングのインストラクター資格を持っていた[15]。
- 初監督作品『海でのはなし。』は、スピッツのミュージック・ビデオとして製作されたものだったが、リトルモア社長・孫家邦の後押しで劇場公開に至り、上映を果たした[22]。
- 大宮作品の多くに板尾創路が出演するが、これは「橋田壽賀子と泉ピン子のようにコンビで作品を出し続けよう」という両者の約束によるものであった[23]。

## 主な作品

### テレビドラマ
- 「サラリーマンNEO」（2004年 - 2012年、NHK） - 脚本参加
- 「1min.ドラマ エル・ポポラッチがゆく!!」（2006年 - 2008年、NHK） - 脚本
- 「おじいさん先生」（2007年7月 - 9月、日本テレビ） - 総合演出
- 「オッチモ! 大宮エリーSHOW！」（2008年9月23日、関西テレビ）
- 「Room Of King」（2008年10月 - 11月、フジテレビ） - 脚本・演出
- 「the波乗りレストラン」（2008年、日本テレビ） - 脚本・演出
- 「連続ドラマ小説 木下部長とボク」（2010年1月 - 3月、日本テレビ【読売テレビ制作】） - 脚本・演出
- 「ソロモン流」（2010年3月7日、テレビ東京） - 大宮エリー企画「船越英一郎とデート」を制作、自身も出演。
- 「デカ 黒川鈴木」（2012年1月 - 3月、日本テレビ・読売テレビ制作） - 脚本
- 「三毛猫ホームズの推理」（2012年4月 - 6月、日本テレビ） - 脚本

### テレビCM
- アサヒフードアンドヘルスケア「ミンティア」
- ロッテ「トッポ」（出演：長瀬智也ほか）
- 日清食品「野菜はるさめスープ エロうま編」（出演：伊藤英明、大熊啓誉）
- ネスレ「ネスカフェゴールドブレンド」（出演：緒形拳、奥田瑛二、唐沢寿明、三谷幸喜）
- フジテレビジョン「きっかけはフジテレビ」（出演：中村玉緒、伊藤淳史ほか）
- アサヒビール「旬果搾り」（出演：宮沢和史、押切もえ）
- ファンケル「無添加なひと（登場）」（出演：つぐみ、伊藤歩）
- 意見広告 青少年の自殺「屋上の少女編」
- グリコ コーポレートCM 第一弾（出演：斉藤和義、吉村由美（PUFFY）、スチャダラパー、つじあやの、泉谷しげる、浜崎貴司、ハナレグミ、EGO-WRAPPIN'、HALCALI、栗原務（LITTLE CREATURES）、川島海荷（9nine）
- グリコ コーポレート CM 第二弾（出演：山崎まさよし、TERU、吉高由里子、持田香織、ムッシュかまやつ、原田郁子、レキシ、POLYSICS、U-zhaan、HARCO、鈴木正人、熊谷和徳）

### 映画
- 「海でのはなし。」（主演：宮﨑あおい、西島秀俊、スピッツのミュージック・ビデオとして製作。好評のため、劇場公開された。）
- 「桜と印籠」（2008年）『YOSHIMOTO DIRECTOR'S 100 〜100人が映画撮りました〜』参加作品

### 舞台
- 「だめんず・うぉ〜か〜」（2006年）脚本 出演：風花舞、武内由紀子、黒沢かずこ（森三中）、たくませいこ、宮川大輔、高橋京子
- 「GOD DOCTOR」（2008年）作・演出（出演：片桐仁、石田ひかり、松村雄基、遠山景織子、山下真司、板尾創路）※第8回バッカーズ演劇奨励賞を受賞
- 「SINGER5」（2009年）作・演出（出演：斉藤和義、つじあやの、EGO-WRAPPIN'、スチャダラパー、ムッシュかまやつ、斉木しげる、石井正則、北村有起哉、八嶋智人、音尾琢真、板尾創路）
- 「斉藤“弾き語り”和義 ライブツアー2009≫2010 十二月 in 大阪城ホール 〜月が昇れば 弾き語る〜」（2009年-2010年）ライブ演出、DVD映像ディレクター

### ミュージック・ビデオ
- 「男はバカなのか俺がバカなのか」MALCO（2005年、ユニバーサルミュージック）
- 「男だ☆光るぜ」「人らしくないほどに」MALCO（2006年、ユニバーサルミュージック）
- 「君が最高!」パク・ヨンハ（2006年、ポニーキャニオン）
- 「Winter Love」BoA（2006年、avex trax）
- 「ADDRESS」山崎まさよし（2006年、ユニバーサルミュージック）
- 「男女6人夏物語」ケツメイシ（2006年、トイズファクトリー）
- 「僕の頁をめくれば」パク・ヨンハ（2007年、ポニーキャニオン）
- 「群青」スピッツ（2007年、ユニバーサルミュージック）
- 「オレスカボール 本日は決戦なり!」オレスカバンド（2007年、SME）
- 「新世紀のラブソング」ASIAN KUNG-FU GENERATION（2009年、キューンレコード）
- 「Atashi」「Shout the rain」「Believe in Love」土屋アンナ（2010年、MAD PRAY RECORDS）
- 「オアシス」ハナレグミ（2011年、SPEEDSTAR RECORDS）
- 「HOLIDAY」MISIA（2012年、アリオラジャパン）
- 「幸せをフォーエバー」MISIA（2013年、アリオラジャパン）

### 書籍
- 生きるコント（2008年3月14日、文藝春秋、ISBN 978-4-1637-0050-2） - カンバラクニエ イラストレーション、エッセイ
  - 生きるコント（2010年4月9日、文藝春秋、文春文庫 お51-1、ISBN 978-4-1677-7366-3） - 上記の文庫版
- エリーの部屋 うさぎ編（2009年5月、幻冬舎、ISBN 978-4-3440-1675-0） - 対談本[24]
- ねこがたり（2009年6月、ぶんか社、ISBN 978-4-8211-4249-1） - ミリー・ブラウン 著、大宮は翻訳を担当
- エリーの部屋 かめ編（2009年7月、幻冬舎、ISBN 978-4-3440-1707-8） - 対談本[25]
- 生きるコント2（2009年8月28日、文藝春秋、ISBN 978-4-1637-1710-4） - エッセイ
  - 生きるコント2（2012年3月9日、文藝春秋、文春文庫 お51-2、ISBN 978-4-1678-0175-5） - 上記の文庫版
- 劇的クリエイティブ講座（2009年9月3日、イースト・プレス、ISBN 978-4-7816-0216-5） - 講演録、大宮を含む8人の共著
- グミとさちこさん（2010年10月、講談社 講談社の創作絵本、ISBN 978-4-0613-2444-2） - 絵本、荒井良二 絵、大宮は文章を担当
- 彼女が会社を辞めた理由 夢を叶えた「元会社員」13人の物語（2011年5月27日、阪急コミュニケーションズ、ISBN 978-4-4841-1213-8） - 影山惠子 著、大宮を含む13人へのインタビュー
- 思いを伝えるということ（2012年10月、文藝春秋、ISBN 978-4-1638-1680-7）
  - 思いを伝えるということ（2014年11月、文藝春秋、文春文庫 お51-3、ISBN 978-4-1679-0236-0）
- ggg Books 105（2013年12月16日、DNP文化振興財団（DNPアートコミュニケーションズ）、世界のグラフィックデザイン 105、ISBN 978-4-8875-2374-6）
- 対局 言葉と写真の十番勝負（2014年2月13日、パルコエンタテインメント事業部、ISBN 978-4-8650-6054-6） - 浅田政志との共著（対談）
- なんとか生きてますッ（2014年10月22日、毎日新聞社、ISBN 978-4-6203-2279-7）
  - なんとか生きてますッ（2018年10月27日、新潮社、新潮文庫 お-104-1、ISBN 978-4-1010-0381-8）
- 物語の生まれる場所（2014年11月27日、廣済堂出版、ISBN 978-4-3315-1900-4）
- 猫のマルモ（2015年4月15日、小学館、ISBN 978-4-0938-6413-8）
- EMOTIONAL JOURNEY（2015年6月12日、フォイル、ISBN 978-4-9029-4392-4） - 画を担当
- なんとか生きてますッ2（2015年12月18日、毎日新聞社、ISBN 978-4-6203-2336-7）[26]
- 見えないものが教えてくれたこと（2016年7月、毎日新聞出版、ISBN 978-4-6203-2388-6） - 写真と文を担当
- うっとり、チョコレート（2017年1月17日、河出書房新社 おいしい文藝、ISBN 978-4-3090-2537-7） - 大宮を含む38人の共著
- なんでこうなるのッ?!（2017年11月23日、毎日新聞出版、ISBN 978-4-6203-2483-8）
- 大宮エリーのなんでコレ買ったぁ?!（2019年1月、日本経済新聞出版社、ISBN 978-4-5321-7648-8）
- 虹のくじら（2019年2月20日、美術出版社、ISBN 978-4-5684-3109-4） - 絵と文を担当
- ハートのレオナ（2019年7月26日、主婦と生活社、ISBN 978-4-3911-5344-6） - MISIA 著、大宮は絵・イラストを担当[27]
- 猫はあくびで未来を描く（2020年8月25日、竹書房、ISBN 978-4-8019-2381-2） - 『ねこ新聞』編集部 監修、大宮を含む39人の共著
- MY HOPPY story（2020年8月16日、都市出版、ISBN 978-4-9017-8379-8） - 「HOPPY HAPPY AWARD」実行委員会 編著、大宮を含む13人の共著[28]

### 作詞
- 「楽園」GANGA ZUMBA（2006年8月2日、「アサヒビール 旬果絞り」CMソング、作曲：宮沢和史）
- 「スキ☆メロ」小倉優子（2008年6月25日、『CRぱちんこアバンギャルド』収録曲、作曲：富貴晴美）
- 「HOME TOWN（北海道・宮城・東京・名古屋・大阪・福岡篇）」ザ!!トラベラーズ（2009年9月10日、『地元応援バラエティ このへん!!トラベラー』（北海道テレビ・東北放送・テレビ東京・TOKYO MX・中京テレビ・朝日放送・福岡放送・KYORAKU吉本.ホールディングス・）主題歌、作詞（共作）：塩野智章、作曲：吉川奏、編曲：坂本秀一）
- 「君とボクと」板尾創路＋南こうせつ（2010年3月10日、『連続ドラマ小説 木下部長とボク』（日本テレビ【読売テレビ放送制作】）主題歌、作曲：南こうせつ）
- 「世直しjourney」ザ!!トラベラーズplus（2010年7月14日、『びっくりぱちんこ 爽快 水戸黄門2』パチンコタイアップ）
- 「Atashi」土屋アンナ（2010年7月21日、作詞（共作）：ANNA、作曲・編曲：Yusuke Itagaki）
- 「HEY YOU」土屋アンナ（「Atashi」カップリング曲、作曲：赤松隆一郎、編曲：和田耕平）
- 「魔法をかけたのは君」MISIA（2014年4月2日、「NEW MORNING」収録曲、作曲：Jun Sasaki、編曲：GEN ITTETSU、Jun Sasaki）
- 「One day,One life」MISIA（2014年4月2日、「NEW MORNING」収録曲、作曲：Jun Sasaki、編曲：GEN ITTETSU、Jun Sasaki）

### DVD
- 「海でのはなし。」（2007年5月、ポニーキャニオン）
- 「1min.ドラマ エル・ポポラッチがゆく!!」（2007年5月、エイベックス・マーケティング）
- 「おじいさん先生 熱闘篇 DVD-BOX」（2007年12月、バップ）
- 「GOD DOCTOR」（2009年2月、TCエンタテインメント）
- 「the 波乗りレストラン」（2009年2月、アミューズソフトエンタテインメント）
- 「Room Of King DVD-BOX」（2009年7月、アニプレックス）
- 「3つの小さな見る絵本 亀の恩返し」（2010年2月、video maker）
- 「斉藤“弾き語り”和義 ライブツアー2009≫2010 十二月 in 大阪城ホール 〜月が昇れば 弾き語る〜〜」LIVE DVD（SPEEDSTAR RECORDS）
- 「木下部長とボク DVD-BOX」（2010年7月、よしもとアール・アンド・シー）
- 「SINGER5」（2011年4月、ビクターエンタテインメント）

## 主な開催イベント
- スナックエリー（毎週水曜22時 - 、ustream放送）
- イベントエリー「生きるコント寄席」（2011年1月29日、お江戸両国亭）
- 新春！スナックエリー！公開大新年会2012（2012年1月6日、阿佐ヶ谷ロフトA ゲスト：U-zhaan（タブラ奏者）、藤枝暁（ギタリスト）
- 大宮エリー「思いを伝えるということ」展 造形と言葉のインスタレーション（2012年2月3日 - 2月27日、渋谷PARCOミュージアム）

## 主な出演番組・その他

### テレビ
- 情報プレゼンター とくダネ!（2008年10月3日/11月28日、フジテレビ）コメンテーター（不定期出演）
- 日立 世界・ふしぎ発見!（2009年2月21日 - 、TBSテレビ）解答者（不定期出演）
- ソロモン流（2010年3月7日、テレビ東京）大宮エリー完全密着
- ビジネス新伝説 ルソンの壺（NHK関西）不定期出演
- カシャっと一句！フォト575（NHK BSプレミアム）不定期出演
- アーティスト（2013年4月17日 - 、TBSテレビ）司会
- タモリ倶楽部（テレビ朝日）不定期出演、酒を飲む企画に呼ばれることが多い
- 真相報道 バンキシャ!（日本テレビ）コメンテーター（不定期出演）
- 趣味どきっ! 国宝に会いに行く（2015年3月 - 5月（第1回〜第4回・第9回）、NHK Eテレ） - 旅人
- 開運!なんでも鑑定団（2016年11月8日 - テレビ東京）ゲスト出演
- ちちんぷいぷい（毎日放送）コメンテーター（不定期出演）
- 情報ライブ ミヤネ屋（読売テレビ）コメンテーター（不定期出演）

### ラジオ
- 「PAO〜N」（2010年9月〜2011年3月、毎月第2木曜日、KBC九州朝日放送）情報ソムリエ
- 「STYLE CAFÉ session with JT」（2007年10月 - 2008年3月、FM東京）パーソナリティ
- 「大宮エリーのオールナイトニッポン」（2010年6月19日＋9月16日、2011年1月3日-12月26日）月曜レギュラー
- 「ロッテの時報」（ニッポン放送のラジオ時報CM 平日の24:59:45-）
- 「TOYOTA FRIDAY DRIVE WITH ELLIE」（2012年10月5日〜2014年9月26日、J-WAVE）ナビゲーター
- 「THE HANGOUT」（2014年10月1日〜2016年9月30日、J-WAVE）ナビゲーター

### 舞台
- 演劇ユニット「TEAM NACS」15周年記念舞台「5D –five dimensions- totsugi式」（2011年6月10日 - 6月30日）作・演出：戸次重幸、出演：片桐仁、本多力（ヨーロッパ企画）、大宮エリー

### 連載
- 「生きるコント」（2006年8月 - 2009年8月、『週刊文春』文藝春秋）
- 「わたしのもらいもの」（2006年12月 - 、『パピルス』幻冬舎）
- 「エリー’sカフェ」（2009年2月 - 、『SWAK』マトイパブリッシング）
- 「わたしをおしゃれにしてくださいッ」（2009年7月-2011年3月、『GINZA』マガジンハウス）
- 「お取り寄せガール」（2010年4月 - 2011年6月、『EFiL』扶桑社）
- 「大宮エリーの働く、ステキ女子発見！」（2011年1月 - 、『Oggi』小学館）
- 「大宮エリーのなんでコレ買った?!」（2016年10月 - 、『日経MJ』日本経済新聞社）

### その他
- 2020年から2022年まで、漫画家のやくみつると共に日本高血圧学会が主催する高血圧川柳の審査員を務めた。